# Meijersamlingen
Meijersamlingen är en konstsamling skänkt till Skellefteå kommun av Sture Meijer som också tillverkat alstret i samlingen.
Samlingen innehåller verk från tidigt 1950-tal och framåt och inkluderar oljemålningar, gouacher, teckningar, collage, skulptur och grafik. Ursprungligen bestod samlingen av 146 verk och har därefter växt. Delar av Meijersamlingen visades för första gången 2004. Samlingen växte därefter och 2012 motionerade kristdemokraten Marika Wallgren i kommunfullmäktige om att kommunen inte skulle ta emot fler verk från Meijer eftersom "att kommunen inte ska gynna enskild invånare". Bakgrunden var inte enbart den växande samlingen utan även att kommunen, i samband med donationen, bland annat förbundit sig till att:
- Konstverken ska hållas samlade och visas för allmänheten
- Konstverken ska förvaras på Nordanå
- Konstverken permanent ska visas i en lokal som inte är mindre än 50 kvm.
- Utställningen ofta ska hängas om
- Konstverk ur samlingen inte får placeras i andra lokaler
- Konstverken ska ramas in
- Vårda konstverken, vilket inkluderar kostnader för dokumentation och inramningar.
- Ta fram en katalog för presentation av konstverken till en summa på cirka 163 000 kr.
- Teckna försäkringar
- Att iordningställa en konsthall på Nordanå för enbart Meijers konst.

De cirka 200 verken (2020) som ingick i samlingen hängs ut i olika utställningar som byts ut med ungefär tre års mellanrum. Fram till åtminstone 2020 har konstnären själv varit delaktig i utställningsprocessen.

## Utställningar
Temat för utställningen 2013 var Att betrakta världen - från ett staffli. Där "lyftes Sture Meijers konstnärskap fram utifrån en tidslinje". År 2020 var temat för den nya utställningen Tillsammans igen, vilket knöt an till Covid-19-pandemin.